# Église Notre-Dame-et-Sainte-Marguerite
L’Église Notre-Dame-et-Sainte-Marguerite est une église paroissiale catholique, située dans la commune française de Élincourt-Sainte-Marguerite et le département de l'Oise.

## Situation
L'église Notre-Dame-et-Sainte-Marguerite est située dans le centre-ville. 

## Histoire

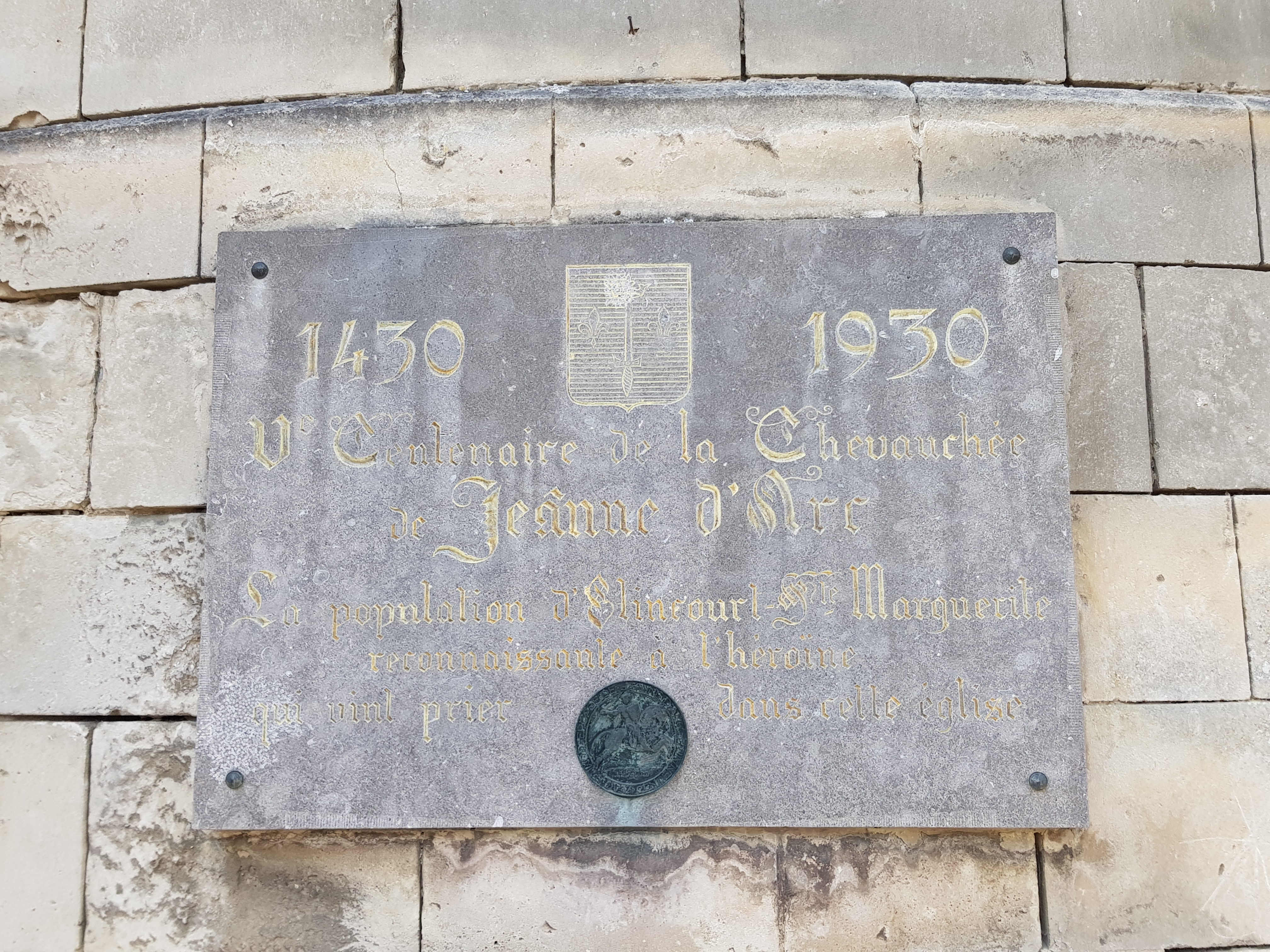
Plaque en l'honneur de Jeanne d'Arc

Une plaque apposée à l'extérieur rappelle que Jeanne d'Arc est venu prier en cette église en 1430. 
Construite en 1127, cette église avait à l'origine qu'une seule nef dont la voute en bois avait une forme de berceau. La luminosité de l'extérieur provenaient uniquement des fenêtres du chœur et du portail.
Des reliques de Sainte-Marguerite, qui étaient présentes dans l'ancienne église, ont été récupérées par la population, avant que cette dernière ne termine en ruine. Elles ont été remises à cette église.
Le chœur de l'église fait l’objet d’un classement au titre des monuments historiques par arrêté du 22 octobre 1913.

## Mobilier
Un tableau datant de 1680 et représentant Sainte-Marguerite, fait l’objet d’une inscription au titre des objets depuis le 23 janvier 2008.

## Pour approfondir